# L'encanteri de la bruixa bona
L'encanteri de la bruixa bona (títol original en anglès, The Good Witch's Charm) és un telefilm del 2012 dirigida per Craig Price. Es va estrenar al canal canadenc Hallmark Channel el 27 d'octubre de 2012. S'ha doblat al valencià per a À Punt.
La pel·lícula és la seqüela de La família de la Dama Grisa i el cinquè capítol de la franquícia de mitjans de la Bruixa bona.

## Sinopsi
A Middleton hi ha una onada de robatoris que té la població commocionada. Cassie, l'alcaldessa de la ciutat, rep la visita de la seua mare d'acolliment, a qui no veia des de feia molt de temps. El retrobament és fred i distant i Cassie no vol allotjar-la a casa, sobretot ara que està molt ocupada amb el bebé i les seues funcions d'alcaldessa.